# Lysiosquilla scabricauda
Lysiosquilla scabricauda är en kräftdjursart som först beskrevs av Jean-Baptiste Lamarck 1818.  Lysiosquilla scabricauda ingår i släktet Lysiosquilla och familjen Lysiosquillidae. Inga underarter finns listade i Catalogue of Life.